# Merced Grove

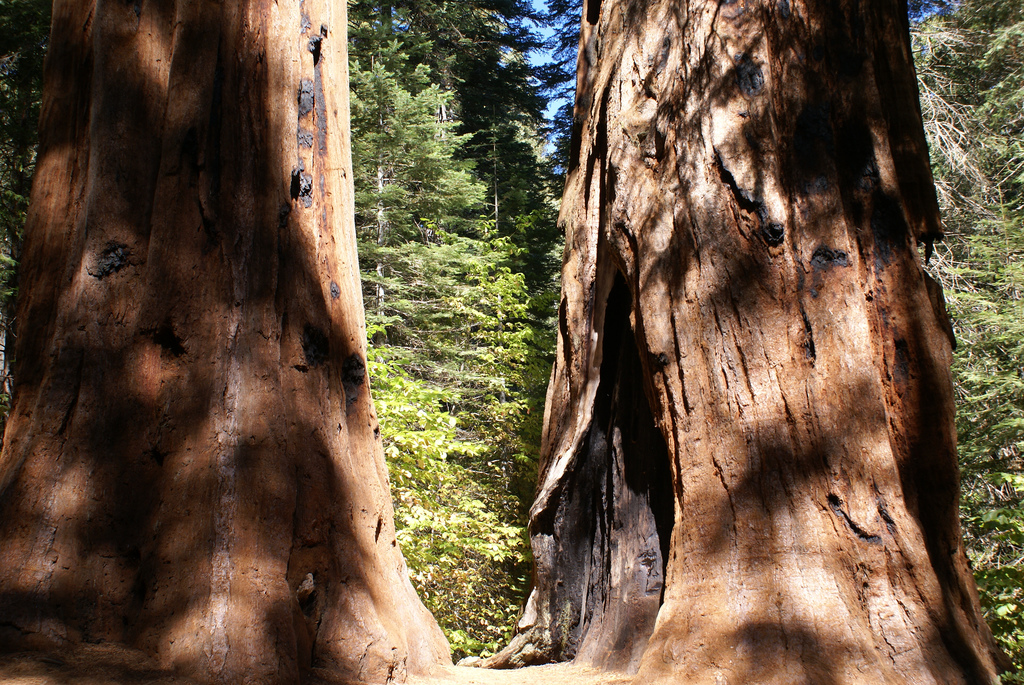
Sequóia-gigante no Merced Grove, Parque Nacional de Yosemite. Foto de Mike Barlow (EUA)

O Merced Grove é um grove, pequeno bosque, com sequóias perto de Crane Flat no sul do Parque Nacional de Yosemite. É nas proximidades do Merced Grove que se localiza a Merced Grove Ranger Station.